# Anna Boghiguian
Anna Boghiguian (El Cairo, 1946) es una artista contemporánea egipcia. De origen armenio, se ha mudado constantemente entre diferentes ciudades del mundo, desde Egipto a Canadá y de India a Francia. Estudió ciencias políticas en la Universidad Americana de El Cairo, Egipto, y Artes y Música en la Universidad Concordia en Montreal, Canadá. Esta artista investiga temas como la historia del comercio del algodón, el comercio de la sal y la vida del poeta griego egipcio Constantino Cavafis.
En 2017, realizó exposiciones individuales en Castello di Rivoli y en Index—The Swedish Contemporary Art Foundation, Estocolmo. Ha sido nominada para la octava edición del premio Artes Mundi, uno de los premios de arte contemporáneo más importantes del Reino Unido.
Sus obras han formado parte de varias exposiciones colectivas internacionales, entre ellas:
- Centro dos de Mayo, Madrid (2016)
- Van Abbemuseum, Eindhoven (2015)
- El Pabellón de Armenia en la Bienal de Venecia (2015)
- Bienal de Estambul (2015)
- New Museum, Nueva York (2014)
- Bienal de São Paulo (2014)
- Documenta 13, Kassel (2012)[4]

Sus obras se encuentran en las colecciones de:
- MoMA, Nueva York[5]
- Guggenheim, Abu Dhab[cita requerida]
- El Instituto de Arte de Chicago[cita requerida]
- Castello di Rivoli Museo d'Arte Contemporáneo, Turín[6]
- Van Abbemuseum, Eindhoven[7]